# 热力学史

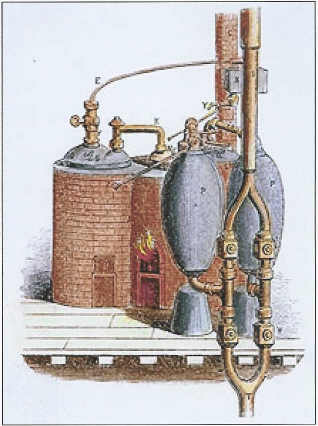
1698 年塞维利发动机 – 世界上第一台具有重要商业意义的蒸汽机：由托马斯·塞维利制造

热力学史，在总体上是物理学史、化学史和科学史的基础部分。 
由于热力学与诸多科学、技术存在相关性，它的历史与经典力学、量子力学、电磁学和化学动力学的发展紧密地交织在一起，甚至延伸到气象学、信息论和生物学等学科领域，以及蒸汽机、内燃机、低温技术和发电等技术领域。
热力学的发展既推动了原子理论，又受到原子理论的推动。此外， 热力学也激发了概率和统计学研究的新方向。

## 古代
古人认为热与火有关。 
公元前 3000 年，古埃及人认为热与人类起源有关。包括吠陀哲学在内的古印度哲学认为，五种经典元素是所有宇宙创造的基础。
在西方哲学传统中，经过早期前苏格拉底哲学家对基本元素的多次争论，恩培多克勒提出了四元素理论，其中所有物质都源于土、水、空气和火。 恩培多克勒的火元素是后来诸如燃素和热量等概念的主要祖先。
公元前500年左右，希腊哲学家赫拉克利特因其一句谚语“万物都在流动”而被誉为“流动与火焰”哲学家。 赫拉克利特认为自然界的三个主要元素是火、土和水。

### 厌恶真空
公元前 5 世纪的希腊哲学家巴门尼德在他的一首题为《论自然》的诗中，使用推理来证明自然界中不会出现虚空，即现代科学所描述的真空。 
巴门尼德的观点得到了亚里士多德的论证和支持，但遭到了留基伯和亚历山大的希罗的批评。 
从古代到中世纪，人们提出了各种论据来证明或反对真空的存在，并多次尝试构造真空，但均未成功。

### 原子论
原子论是当今热力学和统计力学之间关系的核心部分。 
留基伯和德谟克利特等古代思想家以及后来的伊壁鸠鲁学派通过推进原子论，为后来的原子理论奠定了基础。 
在 20 世纪提供原子的实验证明之前，原子理论主要是由哲学思辨和科学直觉驱动的。

## 十七世纪

### 早期温度计
16 世纪和 17 世纪的欧洲科学家科尼利厄斯·德雷贝尔、罗伯特·弗拉德、伽利略·伽利莱和圣托里奥·圣托里奥能够使用简单的空气温度计测量空气的相对“冷”或“热”。这是受到拜占庭的斐洛和亚历山大的希罗制造的一种可以膨胀和压缩空气的装置的影响。

### 热就是运动
热是运动的一种形式，这是一个古老的观点。英国哲学家和科学家弗朗西斯·培根在 1620 年的《新工具》中讨论过这一观点。 培根推测：“热本身，其本质就是运动，除此之外别无其他”。

### 勒内·笛卡尔

#### 做功的前兆
1637 年，法国哲学家勒内·笛卡尔在给荷兰科学家克里斯蒂安·惠更斯的一封信中写道：
“举起 100 磅一英尺的重量两次以上与举起 200 磅一英尺或 100 磅两英尺的重量相同。”
1686 年，德国哲学家戈特弗里德·莱布尼茨 写下了本质上相同的内容：
“将 1 磅的物体 A 提升到 4 码的高度需要相同的力 （即物理学概念“功”），将 4 磅的物体B 提升到 1 码的高度”。

#### 运动的量
在1644年的《哲学原理》中，笛卡尔将“运动的量”（拉丁语：quantitas motus）定义为大小和速度的乘积，并声称宇宙中运动的总量是守恒的。
如果 x 的大小是 y 的两倍，并且移动速度是 y 的一半，则每个物体的运动的量相同。
上帝创造了物质及其运动……仅仅通过让事物顺其自然，他就保留了与他一开始具有相同的运动的量。
他声称，仅仅通过让事物顺其自然，上帝就保留了与他所创造的运动量相同的运动量，因此宇宙中的运动总量是守恒的。 

### 波义耳定律
1656 年，爱尔兰物理学家和化学家罗伯特·波义耳与英国科学家罗伯特·胡克合作，建造了一台气泵。 
使用该泵，波义耳和胡克注意到压力与体积的相关性：PV=常数。 
当时，空气被认为是静止粒子的系统，而未被解释为运动分子的系统。两个世纪后，热运动的概念出现了。 
因此，波义耳在1660年的出版物中谈到了一个机械概念：空气弹簧。后来温度计发明后，温度的大小就可以量化了。 这个工具使盖-吕萨克有机会推导他的定律，不久之后就产生了理想气体定律。

### 蒸汽蒸煮器
波义耳的同事德尼·帕潘 于 1679 年建造了一个骨骼蒸煮器，这是一个带有紧密配合盖子的封闭容器，可限制蒸汽直至产生高压。 
后来的设计采用了蒸汽释放阀来防止机器爆炸。 通过观察阀门有节奏地上下移动，丹尼斯·帕潘想到了活塞和气缸发动机。
1697 年，托马斯·纽科门在帕平 (Papin) 设计的基础上，通过加入活塞，对工程师托马斯·塞弗利早期的“消防车”进行了改进。 这使得它除了可以抽水到 30 英尺以上的高度外，还适合机械作业，因此通常被认为是第一台真正的蒸汽机。

### 热转换（哈雷和牛顿）
热传导现象在日常生活中很容易掌握。 埃德蒙·哈雷 于 1686 年首次认识到暖空气上升的事实以及该现象对气象学的重要性。
1701 年，艾萨克·牛顿爵士发表了他的冷却定律。

## 十八世纪

### 燃素说
燃素说产生于17世纪炼金术晚期，在 18 世纪被热量理论所取代，是炼金术向化学过渡的历史标志之一。 
燃素是一种假设的物质，被认为是在燃烧过程中从可燃物质中释放出来的，及在生锈过程中从金属中释放出来的。

### 寒冷的有限性
1702 年，纪尧姆·阿蒙顿 (Guillaume Amontons) 基于对气体的观察引入了绝对零度的概念。

### 气体动力学理论
关于热的微观本质的第一个书面科学反思可能可以在米哈伊尔·罗蒙诺索夫的著作中找到，他在其中写道：
“……运动不应该因为看不见而被否认。谁会否认树的叶子在风吹沙沙时会移动，尽管从很远的距离看不到它？就像在这种情况下，运动仍然是隐藏的 由于透视的原因，由于运动粒子的尺寸极小，它仍然隐藏在温暖的物体中。在这两种情况下，视角都很小，以至于看不到物体及其运动。”
同年，丹尼尔·伯努利出版了他的《流体动力学》一书（1738 年），其中考虑到气体原子与容器壁的碰撞，他推导出了气体压力方程。 
他证明这个压力是单位体积内气体平均动能的三分之二。然而，伯努利的想法对占主导地位的热量文化影响不大。 伯努利与戈特弗里德·莱布尼茨的生命原理（能量守恒原理的早期表述）联系起来，这两种理论在整个历史中紧密地交织在一起。

### 热化学与蒸汽机

#### 热容
物体能够容纳一定的热量，从而产生了热容量这一术语，该术语由苏格兰化学家约瑟夫·布拉克在1750年代命名并首次研究。 
19 世纪中后期，热被理解为系统内能的表现。 如今，热量被视为无序热能的传递。 尽管如此，至少在英语中，“heat capacity”一词仍然使用。 在其他一些语言中，首选术语“thermal capacity”，有时也在英语中使用。

### 蒸汽机
在 1698 年塞维利蒸汽机发明之前，马被用来为连接在桶上的滑轮提供动力，从而将水从英格兰被淹没的盐矿中抽出。
在接下来的几年里，更多的蒸汽机被制造出来，例如纽科门蒸汽机和后来的瓦特蒸汽机。 随着时间的推移，这些早期的发动机最终取代了马匹。 
因此，每个发动机开始与一定量的“马力”相关联，具体取决于它取代了多少匹马。 这些第一批蒸汽机的主要问题是它们速度慢且笨拙，将不到 2% 的输入燃料转化为有用功。
换句话说，必须燃烧大量的煤炭（或木材）才能产出一小部分。 因此，需要一门新的蒸汽机动力科学。

### 热量理论
18 世纪中后期，人们认为热量是对一种看不见的液体（称为热量）的测量。
与燃素一样，热量被认为是热量的“物质”，它会从较热的身体流向较冷的身体，从而使身体变暖。 然而，运动理论的实用性和解释力很快开始取代热量理论。 直到 1850 年，威廉·汤姆森 仍然试图在热量框架内解释詹姆斯·焦耳的观察结果。
到 19 世纪末，热量理论就过时了。

### 量热法
约瑟夫·布拉克和安托万·拉瓦锡在使用热量计精确测量热量变化方面做出了重要贡献，这一学科后来被称为热化学。 
蒸汽机的发展重点是热量测定和不同类型煤产生的热量。 
继约瑟夫·布拉克对水的潜热进行研究之后，拉瓦锡利用冰热量计做了第一个化学反应中热量变化的定量研究。

### 热传导和热辐射
卡尔·威廉·舍勒 (Carl Wilhelm Scheele) 于 1777 年区分了热辐射传热、对流传热和传导传热。
在 17 世纪，人们开始相信所有材料具有相同的电导率，并且感觉的差异源于它们不同的热容量。 这一观点来自新的电科学，其中一些材料是良好的电导体，而另一些材料是绝缘体。 
Jan Ingen-Housz 于 1785 年 9 月进行了一些最早的测量，本杰明·汤普森在同一时期也进行了一些测量。
1791 年，皮埃尔·普雷沃斯特 (Pierre Prévost) 证明，所有物体都会辐射热量，无论多热或多冷。 
1804 年，约翰·莱斯利爵士观察到，哑光黑色表面比抛光表面更有效地散热，这表明黑体辐射的重要性。

### 摩擦生热
十九世纪，科学家们放弃了物理热量的概念。 对热量理论的第一个实质性实验挑战出现在本杰明·汤普森1798 年的著作中，他在其中表明，镗孔的铸铁大炮会产生大量热量，他将其归因于摩擦。 他是最早指出热量理论缺陷的人之一。
本杰明·汤普森1798 年的实验结果表明，热是运动的一种形式，尽管他没有尝试协调理论和实验方法，而且他不太可能想到能量守恒（vis viva）。

## 十九世纪前期

### 现代热力学（卡诺）
尽管早期的蒸汽机简陋且效率低下，但它们引起了当时顶尖科学家的注意。
其中一位科学家是“热力学之父”尼古拉·卡诺，他于 1824 年出版了《关于火的动力的思考》，这是一篇关于热、功率和发动机效率的论述。 大多数人将这本书视为热力学作为现代科学的起点。
然而，“热力学”这个词直到 1854 年才出现，当时英国数学家和物理学家威廉·汤姆森在他的论文《论热的动力学理论》中创造了热力学一词。[12]
尼古拉·卡诺将“动力”定义为发动机能够产生的有用效果的表达。
卡诺向我们介绍了功的第一个现代定义：将重量提升到一定高度。 通过公式化这种与“功”相关的有用效果是现代热力学的核心。
尽管卡诺也研究热量理论，但他在 1824 年提出，一些可用于产生有用功的热量在实际过程中会丢失。

### 辐射热的反射、折射和偏振
尽管谢勒的工作对此表示怀疑，但马塞多尼奥·梅洛尼 在 1831 年证明，辐射热可以像光一样被反射、折射和偏振。

### 热的分子动力学理论（19世纪早期）
约翰·赫帕斯于 1820 年独立提出了动力学理论，但错误地将温度与动量联系在一起，而不是与生命力（vis viva）或动能联系在一起。 他的工作最终未能通过同行评审，即使是像汉弗莱·戴维这样热衷于动力学原理的人也不赞成。
约翰·沃特斯顿 (John James Waterston) 于 1843 年再次给出了基本准确的论述，但他的论文同样未能通过同行评审。
分子运动论的发展直到 19 世纪中叶才开始，鲁道夫·克劳修斯、詹姆斯·克拉克·麦克斯韦和路德维希·玻尔兹曼的著作不断涌现。

### 热功转换
焦耳从1843年开始定量研究，提供了可重现结果的实验，为热力学奠定了坚实的基础。
1843年，焦耳通过实验发现了热功当量。 
1845 年，焦耳报告了他最著名的实验，其中涉及使用下落重物在一桶水中旋转明轮，这使他能够估算出热功当量，并推导出能量守恒定律，以及热能够做功的原因。

### 绝对零度和开尔文温标
绝对零度的概念由开尔文勋爵于1848年推广。

## 十九世纪后期

### 熵与热力学第二定律

#### 开尔文勋爵
1851 年 3 月，开尔文勋爵在接受焦耳的工作时，开始推测所有过程中都不可避免地会损失有用的热量。 1854 年，赫尔曼·冯·亥姆霍兹更戏剧性地提出了这个想法，催生了宇宙热寂的幽灵。

#### 威廉·兰金
1854 年，威廉·兰金开始在计算中使用他所谓的热力学函数。 随后，这被证明与著名数学物理学家鲁道夫·克劳修斯提出的熵概念相同。

#### 鲁道夫·克劳修斯
1865年，克劳修斯创造了术语“熵”（das Wärmegewicht，符号为S）来表示热量损失或转化为废物。“Wärmegewicht”字面意思是“热重”；相应的英语术语源于希腊语 τρέπω，“我转动”。）同年，克劳修斯使用这个概念发展了他对热力学第二定律的经典陈述。

### 统计热力学

#### 温度是分子的平均动能
克劳修斯在1857年的著作《论热运动的本质》中首次明确指出热是分子的平均动能。
麦克斯韦-玻尔兹曼分布
克劳修斯的上述说法引起了苏格兰数学家和物理学家詹姆斯·麦克斯韦的兴趣，他于 1859 年推导出了后来以他的名字命名的动量分布。 
奥地利物理学家路德维希·玻尔兹曼随后将这种分布推广到外部场中气体的情况。 
1871 年，麦克斯韦与克劳修斯合作，提出了热力学的一个新分支，称为统计热力学，其功能是分析大量处于平衡状态的粒子，即没有发生变化的系统，如温度 T、压力 P 和体积 V不变，它们的平均属性变得重要。

#### 自由度
玻尔兹曼也许是分子运动论最重要的贡献者，因为他引入了该理论中的许多基本概念。 
除了上面提到的麦克斯韦-玻尔兹曼分布之外，他还将粒子的动能与其自由度联系起来。 
非平衡态气体分布函数的玻尔兹曼方程仍然是研究气体和金属输运现象的最有效方程。 
通过引入热力学概率的概念作为当前宏观状态对应的微观状态的数量，他证明了其对数与熵成正比。

#### 熵的定义
1875年，奥地利物理学家路德维希·玻尔兹曼阐述了熵 S 与分子运动之间的精确联系：
S=klogW
根据这种运动占据的可能状态W的数量来定义，其中 k 是玻尔兹曼常数。

### 吉布斯自由能
1876 年，化学工程师威拉德·吉布斯发表了一篇晦涩难懂的 300 页论文，题为《论异质物质的平衡》(On the Equilibrium of Heterogeneous Substances)，其中他提出了一个大等式，即吉布斯自由能方程，该方程衡量了反应系统有用功的量。

### 焓
吉布斯还提出了我们现在所知的焓H的概念，称其为“恒压的热函数”。 [17] 
许多年后，海克·卡末林·昂內斯创造了现代词 enthalpy，他基于希腊词 enthalpein，意思是“温暖”。

### 斯蒂芬-玻尔兹曼定律
詹姆斯·麦克斯韦1862 年发现光和辐射热都是电磁波的形式，从而开启了热辐射定量分析。
1879 年，约瑟夫·斯特凡观察到黑体的总辐射通量与其温度的四次方成正比，并提出了斯蒂芬-玻尔兹曼定律。 该定律由路德维希·玻尔兹曼于 1884 年从理论上推导出来。

## 二十世纪

### 量子热力学
1900 年，马克斯·普朗克找到了黑体辐射光谱的精确公式。 拟合新数据需要引入一个新常数，称为普朗克常数，它是现代物理学的基本常数。 
考虑来自处于热平衡的空腔振荡器的辐射，该公式表明空腔中的能量仅以频率乘以常数的倍数出现。 也就是说，它被量子化了。 这避免了理论在没有量子化的情况下会导致的发散。

### 热力学第三定律
1906年，瓦尔特·能斯特提出了热力学第三定律。

### 埃尔文·薛定谔
在上述基础上，拉斯·昂萨格、埃尔文·薛定谔、伊利亚·普里戈金等人将这些“引擎”概念带入了几乎所有现代科学分支的大道。

## 热力学分支
以下列表是热力学主要分支及其诞生时间的粗略学科概述：
- 热化学 – 1780 年代
- 经典热力学 – 1824
- 化学热力学 – 1876
- 统计力学 –  1880年代